# Oskar Rusch
Oskar Rusch (* 1. Juli 1884 in Groß-Lichterfelde bei Berlin; † 11. Mai 1935 in Berlin-Friedrichsfelde) war ein sozialistischer Politiker und Gewerkschafter.

## Leben
Nach dem Besuch der Volksschule arbeitete Rusch in der Metallindustrie und schloss sich dem Deutschen Metallarbeiter-Verband (DMV) an. Während der Novemberrevolution gehörte Rusch zu den Revolutionären Obleuten, war Mitglied der Führung des Arbeiter- und Soldatenrates in Berlin und stand von 1918 bis 1920 dem Berliner DMV vor.
Rusch war seit Dezember 1918 Mitglied der USPD, wo er zum linken Flügel gehörte, welcher sich Ende 1920 mit der KPD zur VKPD zusammenschloss, für welche er im Februar 1921 über den Wahlkreis 23 (Düsseldorf-West) in den Preußischen Landtag gewählt wurde. Als Gegner der Märzaktion verließ er die KPD im Herbst 1921 wieder und schloss sich der Kommunistischen Arbeitsgemeinschaft (KAG) um Paul Levi und Ernst Däumig an, mit welcher er im Frühjahr 1922 zur USPD zurückkehrte. Neben Paul Wegmann gehörte Rusch zu den wenigen ehemaligen KAG-Mitgliedern, welche sich im Herbst 1922 der Vereinigung der USPD mit der SPD verweigerten und in der Rest-USPD um Georg Ledebour und Theodor Liebknecht verblieben.
Nach dem Verfall seines Landtagsmandates arbeitete Rusch als Handlungsreisender. Er starb am 11. Mai 1935 in Berlin-Friedrichsfelde.

## Werke
- Der Streik in der Berliner Metallindustrie im Jahre 1919. Berlin 1920.